# Nordische Skiweltmeisterschaften 1925
Die 2. Nordischen Skiweltmeisterschaften wurden vom 12. bis 15. Februar 1925 in Johannisbad / Janské Lázně in der Tschechoslowakei ausgetragen.

## Geschichte
Auf Antrag der Schweiz wurde beim Kongress des Internationalen Skiverbandes am 2. Februar 1924, anlässlich der in Chamonix ausgetragenen Wintersportwoche beschlossen, alljährlich unter der Patronanz der FIS stehende sogenannte internationale Rendezvous-Rennen auszuschreiben.
Zugleich wurde einstimmig der tschechoslowakische Skiverband damit beauftragt, das erste Rendezvous-Rennen im Jahr 1925 durchzuführen. Der tschechoslowakische Skiverband traf seine Entscheidung aufgrund der besseren Infrastruktur und der vorhandenen Unterbringungs- und Versorgungsmöglichkeit der Skisportler in den bestehenden Hotel- und Kurbetrieben für Johannisbad und gegen Neuwelt (Nový Svět) bei Harrachsdorf, das zuletzt 1923 die mit den tschechoslowakischen Meisterschaften verbundenen internationalen Kongressrennen ausgerichtet hatte.
In Johannisbad standen den Sportlern geeignete Umkleideräume, in ausreichender Zahl Duschen, ein Schwimmbad zur Erholung und bei Bedarf Behandlungsräume mit ärztlicher Versorgung in den Kureinrichtungen zur Verfügung. Für die Zeit der Veranstaltung hatte die Prager Adam-Apotheke eine Außenstelle in Johannisbad eingerichtet, zudem standen sechs Ärzte im Dienst, die sich um die medizinische Versorgung der Skiläufer kümmerten.
Im Eröffnungskonzert zu den Mitteleuropäischen Skimeisterschaften traten der Baritonsänger des Prager Nationaltheaters Václav Novák und die Violinsolistin Ervina Brokesová auf. Vor den Wettbewerben spielte die Militärmusik aus Hradec Králové für Zuschauer und Teilnehmer auf. Auf Einladung des tschechoslowakischen Skiverbandes wohnte der Verteidigungsminister František Udržal den Wettbewerben an drei Tagen bei. Beim Skispringen waren auch die Minister Jan Šrámek und Josef Dolanský sowie Alice Masaryk, die Tochter des Präsidenten der Republik, anwesend.
Der Staatspräsident der Tschechoslowakei, Tomáš Garrigue Masaryk, sowie einige der Minister und Ehrengäste, darunter František Udržal, Milan Hodža, Jan Šrámek und Jiří Stříbrný, stifteten wertvolle Ehrenpreise wie Bronzen, Silber- und Kristallpokale sowie goldene und silberne Plaketten. Weitere Preise spendeten der Sportklub Slavia, der Verband für Hebung des Fremdenverkehrs und der tschechoslowakische Offiziersverband.
Beim 25. Kongress des Internationalen Skiverbandes vom 8. bis 11. Juni 1965 im rumänischen Tourismusort Mamaia erklärte die FIS die Nordischen Skiwettbewerbe der ersten Olympischen Winterspiele von 1924 in Chamonix als erste Nordische Skiweltmeisterschaften. Mit selben Beschluss wurden zudem die von 1925 bis 1927 ausgetragenen Rendezvous-Rennen und die von 1929 bis 1935 veranstalteten FIS-Rennen offiziell zu Nordischen Skiweltmeisterschaften erhoben. Durch diese Entscheidung zählen die Rendezvousrennen von Johannisbad 1925, die bei ihrer Austragung Mitteleuropäische Skimeisterschaften genannt wurden, seither als die 2. Nordischen Skiweltmeisterschaften.

## Wettbewerbe
Auf dem Programm standen wie schon bei den Olympischen Winterspielen von Chamonix im Vorjahr (vor 1926 noch Internationale Wintersportwoche genannt) die traditionellen nordischen Skiwettbewerbe im Skilanglauf über 50 und 18 km, der Sprunglauf und die Nordische Kombination. Gleich dem IOC schrieb auch die FIS ihre Wettbewerbe damals ausschließlich für Männer aus.

## Programm
| Datum                   | Uhrzeit (MST)                         | Wettbewerb                    |
| ----------------------- | ------------------------------------- | ----------------------------- |
| Donnerstag, 12. Februar | 08:30 Uhr                             | Skilanglauf 50 km Männer      |
| Freitag, 13. Februar    |                                       | Ruhetag                       |
| Samstag, 14. Februar    | 09:30 Uhr                             | Skilanglauf 18 km Männer      |
|                         | mit Kombinationslanglauf 18 km Männer |                               |
| Sonntag, 15. Februar    | 09:00                                 | Kombinationssprunglauf Männer |
| anschließend            | Spezialsprunglauf Männer              |                               |
| abends                  | Preisverteilung                       |                               |

## Skiverbände Österreich und Tschechoslowakei
Österreich und die Tschechoslowakei verfügten neben dem hier nicht teilnehmenden Finnland über jeweils zwei als offizielle Mitglieder des Internationalen Skiverbandes anerkannte Skiverbände. Jeweils beide Verbände dieser Länder hatten auch ein Entsendungsrecht ihrer Sportler zu den FIS-Rennen bzw. Skiweltmeisterschaften (nordisch und alpin). Anders war die Situation jedoch bei Olympischen Winterspielen, da das IOC ein Entsendungsrecht entweder nur einem der beiden Verbände oder einem gemeinsamen Dachverband (für Österreich z. B. der Österreichischen Ski-Delegation bzw. später dem Österreichischen Skibund) einräumte.

## Legende
Kurze Übersicht zur Bedeutung der Symbolik – so üblicherweise auch in sonstigen Veröffentlichungen verwendet:
| ÖSV    | Österreichischer Skiverband                                                                    |
| AÖSV   | Allgemeiner Österreichischer Ski-Verband                                                       |
| HDW    | Hauptverband Deutscher Wintersportvereine der Tschechoslowakischen Republik                    |
| SL RČS | Verband der Skifahrer der Tschechoslowakischen Republik (Svaz lyžařů Republiky československé) |

## Teilnehmer
Für die Rendezvouz-Rennen der FIS von 1925 in Johannisbad hatten 248 Athleten von 12 nationalen Skiverbänden aus 10 Staaten genannt. Die skandinavischen Skiländer Finnland und Schweden lehnten eine Teilnahme an den Rendezvous-Rennen in Mitteleuropa ab und blieben der Veranstaltung fern. Der norwegische Skiverband entsandte ebenfalls keine Mannschaft, erlaubte jedoch den zu dieser Zeit aufgrund ihres Studiums in Mitteleuropa wohnhaften Sportlern Henry Ljungmann und Johan Blomseth die Teilnahme.
| \| - Deutsches Reich - Frankreich - Königreich Italien - Jugoslawien \| - Norwegen - Österreich (ÖSV) - Österreich (AÖSV) - Polen \| - Rumänien - Schweiz - Tschechoslowakei (SL RČS) - Tschechoslowakei (HDW) \| \| Anmerkung: Österreich und die Tschechoslowakei verfügten, neben dem hier nicht teilnehmenden Finnland, über jeweils zwei als offizielle Mitglieder des Internationalen Skiverbandes anerkannte Skiverbände. Jeweils beide Verbände dieser Länder hatten auch ein Entsendungsrecht ihrer Sportler zu den FIS-Rennen bzw. Skiweltmeisterschaften (nordisch und alpin). Anders war die Situation jedoch bei Olympischen Winterspielen, da das IOC ein Entsendungsrecht entweder nur einem der beiden Verbände oder einem gemeinsamen Dachverband (für Österreich z. B. der Österreichischen Ski-Delegation bzw. später dem Österreichischen Skibund) einräumte. |                                                           |                                                                           |  |
| - Deutsches Reich - Frankreich - Königreich Italien - Jugoslawien | - Norwegen - Österreich (ÖSV) - Österreich (AÖSV) - Polen | - Rumänien - Schweiz - Tschechoslowakei (SL RČS) - Tschechoslowakei (HDW) |  |

## Medaillenspiegel
| Platz | Land                      |   |   |   |   |
| ----- | ------------------------- | - | - | - | - |
| 1     | Tschechoslowakei (HDW)    | 2 | 3 | 2 | 7 |
| 2     | Tschechoslowakei (SL RČS) | 2 | 0 | 1 | 3 |
| 3     | Norwegen                  | 0 | 1 | 0 | 1 |
| 4     | Schweiz                   | 0 | 0 | 1 | 1 |

| Platz           | Sportler(in)              | Nation                    | Gold | Silber | Bronze | Gesamt |
| --------------- | ------------------------- | ------------------------- | ---- | ------ | ------ | ------ |
| 1               | Otakar Německý            | Tschechoslowakei (SL RČS) | 2    | 0      | 0      | 2      |
| 2               | Franz Donth               | Tschechoslowakei (HDW)    | 1    | 1      | 0      | 2      |
| 3               | Wilhelm Dick              | Tschechoslowakei (HDW)    | 1    | 0      | 0      | 1      |
| 4               | Josef Adolf               | Tschechoslowakei (HDW)    | 0    | 1      | 0      | 1      |
| Franz Häckel    | Tschechoslowakei (HDW)    | 0                         | 1    | 0      | 1      |        |
| Henry Ljungmann | Norwegen                  | 0                         | 1    | 0      | 1      |        |
| 7               | Xaver Affentranger        | Schweiz                   | 0    | 0      | 1      | 1      |
| Josef Erlebach  | Tschechoslowakei (SL RČS) | 0                         | 0    | 1      | 1      |        |
| Albert Ettrich  | Tschechoslowakei (HDW)    | 0                         | 0    | 1      | 1      |        |
| Franz Wende     | Tschechoslowakei (HDW)    | 0                         | 0    | 1      | 1      |        |

## Skilanglauf
Detaillierte Ergebnisse

### 18 km
| Platz | Sportler         | Land                    | Zeit        |
| ----- | ---------------- | ----------------------- | ----------- |
| 1     | Otakar Německý   | Tschechoslowakei SL RČS | 1:43:38,0 h |
| 2     | Franz Donth      | Tschechoslowakei HDW    | 1:43:54,5 h |
| 3     | Josef Erlebach   | Tschechoslowakei SL RČS | 1:45:40,0 h |
| 4     | Josef Adolf      | Tschechoslowakei HDW    | 1:48:16,0 h |
| 5     | Josef Bräth      | Tschechoslowakei HDW    | 1:48:46,0 h |
| 6     | Giuseppe Ghedina | Königreich Italien      | 1:48:47,0 h |
| 7     | Enrico Colli     | Königreich Italien      | 1:48:53,5 h |
| 8     | Franz Häckel     | Tschechoslowakei HDW    | 1:49:46,0 h |
| 9     | Vincenzo Colli   | Königreich Italien      | 1:50:26,5 h |
| 10    | Josef Německý    | Tschechoslowakei SL RČS | 1:51:41,0 h |

Datum: Samstag, 14. Februar 1925. Startzeit 09:30 Uhr.
Streckenverlauf: Der Skilanglauf über 18 km fand bei einer Temperatur von 11° C in der direkten Umgebung von Johannisbad statt. Er führte in Serpentinen auf den 740 Meter hohen Janský vrch, weiter zur Hoffmann-Baude (Hofmanovy boudy), über den schwierigsten Streckenabschnitt zur Spieglerbaude (Spieglerovy boudy) auf 900 Meter Seehöhe und von da an zurück nach Johannisbad. Die Athleten hatten neben den zum Teil starken Steigungen vor allem mit den Schneeverhältnissen zu kämpfen. Während die durch Wald führenden Streckenabschnitte gut mit Schnee bedeckt waren, stellten die durch das anhaltende Tauwetter teils matschig gewordenen Wiesen in den tieferen Regionen große Anforderungen an ihre Ausdauer.
Teilnehmer: 222 genannt; 140 gestartet; 136 gewertet.
 Der Wettbewerb war sowohl für die Spezialläufer als auch für die Kombinationsläufer ausgeschrieben. Von der Rekordzahl an 222 Nennungen ergab sich schließlich eine Anzahl von 140 Startenden in vier verschiedenen Leistungs- und Altersklassen. In der 1. Klasse starteten 44, in der 2. Klasse 78 Teilnehmer. Die Altersklassen I (über 32 Jahre) und II (über 40 Jahre) umfassten 12 bzw. 2 Athleten. Von den gestarteten Skiläufern mussten nur vier den Wettbewerb vorzeitig abbrechen, womit sich 136 klassieren konnten.
Die Organisation des Wettbewerbes wurde trotz der für damalige Zeiten hohen Teilnehmerzahl als ausgezeichnet beschrieben. Die Firma VJ Rott aus Prag, bei der einst Emmerich Rath seine Lehre zum Handlungsgehilfen absolvierte, hatte auf der Strecke Markierungszeichen und im Zielbereich eine große Anzeigetafel aufgestellt, mit der den Zuschauern die Zwischen- bzw. Endlaufzeiten der Teilnehmer rasch näher gebracht werden konnten. Als Ehrengast wohnte auf Einladung des tschechoslowakischen Skiverbandes der damalige Verteidigungsminister František Udržal der Veranstaltung bei.
Der 18-km-Langlauf endete mit einem großen Erfolg der tschechoslowakischen Skiläufer. In den ersten zehn Rängen platzierten sich mit drei Italienern lediglich drei Ausländer, sowie drei Läufer des tschechoslowakischen Verbandes (SL RČS) und vier Athleten des Hauptverbandes deutscher Wintersportvereine (HDW) in dem die deutschböhmischen Skiläufer organisiert waren.
Otakar Německý aus Nové Město na Moravě holte sich mit dem Sieg seine erste von insgesamt drei Weltmeisterschaftsmedaillen seiner Karriere. Auf dem zweiten Platz folgte der Gewinner des 50-km-Laufes, Franz Donth, der damit die zweite von insgesamt vier Medaillen bei Nordischen Skiweltmeisterschaften errang. Die Bronzemedaille ging an den für den tschechoslowakischen Verband startenden Deutschböhmen Josef Erlebach, einem Nachfahren von Einwanderern aus der Schweiz.
Den sehr guten elften Platz belegte der österreichische Skipionier Peter Radacher aus Mühlbach am Hochkönig dessen Neffe und Sohn in späteren Jahrzehnten ebenfalls an Skiweltmeisterschaften und Olympischen Spielen teilnahmen.
Von der Schweizerischen Mannschaft klassierte sich Xaver Affentranger als bester auf dem 14. Rang, zwei Plätze dahinter folgte Sepp Schmid.
Der beste Reichsdeutsche Läufer war der Riesengebirgler Kurt Endler vom Skiklub in Schreiberhau, der sich erst eine Woche zuvor zum Sieger der gemeinsamen Ski-Meisterschaft von Deutschland und Österreich gekrönt hatte.
Aladar Thern aus der Zips, der regierende Skimeister des Karpathenverbandes kam auf den 17. Endrang. Der bekannte Prager Allroundsportler Emmerich Rath erreichte mit seinen 42 Jahren den 102. Rang und konnte somit noch 34 Läufer hinter sich lassen.

### 50 km
| Platz | Sportler        | Land                    | Zeit        |
| ----- | --------------- | ----------------------- | ----------- |
| 1     | Franz Donth     | Tschechoslowakei HDW    | 5:09:56,0 h |
| 2     | Franz Häckel    | Tschechoslowakei HDW    | 5:11:20,0 h |
| 3     | Albert Ettrich  | Tschechoslowakei HDW    | 5:15:12,0 h |
| 4     | Josef Adolf     | Tschechoslowakei HDW    | 5:23:01,0 h |
| 5     | Josef Erlebach  | Tschechoslowakei SL RČS | 5:29:47,5 h |
| 6     | Josef Německý   | Tschechoslowakei SL RČS | 5:34:26,0 h |
| 7     | Karel Koldovský | Tschechoslowakei SL RČS | 5:34:49,5 h |
| 8     | Enrico Colli    | Königreich Italien      | 5:39:26,0 h |
| 9     | Josef Körber    | Tschechoslowakei HDW    | 5:40:24,0 h |
| 10    | Jaroslav Martin | Tschechoslowakei SL RČS | 5:44:18,0 h |

Datum: Donnerstag, 12. Februar 1925. Startzeit 08:30 Uhr
Teilnehmer: 90 genannt; 65 gestartet, 54 gewertet.
 Neben der großen Schar an Sportlern der beiden tschechoslowakischen Skiverbände starteten Teilnehmer aus Deutschland (1), Österreich (1), Italien (3), Polen (5), Jugoslawien, Rumänien (1), Norwegen (2) und Frankreich.
Streckenverlauf:
Der Start des Dauerlaufes erfolgte bei sonnenklarem Wetter vor dem Hauptkurhaus in Johannisbad auf einer Höhe von 649 Meter. Aufgrund des Tauwetters herrschte in den tiefer gelegenen Regionen Schneemangel, weshalb der Streckenverlauf etwas abgeändert und auf höhere Lagen verlegt werden musste. Dadurch kam die Strecke auf eine Länge von 53 km. Weiter ging es über die Töpferbaude (Hrnčířské Boudy) und die Lahrbauden (Lahrovy boudy) zu den Hinteren Rennerbauden (Zadní Rennerovky), bei denen die Läufer den mit 1200 Meter höchsten Punkt der Strecke erreichten. Über die Vordere Rennerbaude (Přední Rennerovky) führte die Strecke weiter nach Pommerndorf, Novinka, Benetzko, über den Heidelberg (Žalý) Richtung Starkenbach und weiter nach Ober-Hohenelbe (Hořejší Vrchlabí) und Hohenelbe. Durch die Höherlegung ergaben sich für die Wettbewerber im Allgemeinen gute Schneeverhältnisse, teilweise mit Firnschnee auf den Bergen. Einzig bei Hohenelbe musste ein Stück auf der Straße durch wässrigen, aufgeweichten Schnee zurückgelegt werden. Über Niederhof, Ober Langenau und Schwarzenthal ging es wieder zurück nach Johannisbad.
Entlang der Strecke hatte der Veranstalter 53 Kontrollstationen mit 300 Kontrolleuren, sechs Telefonstationen und sechs Labestationen für die Skisportler eingerichtet. Im Zielbereich in Johannisbad konnte das Publikum auf einer von der renommierten Prager Firma VJ Rott aufgestellten großen Anzeigetafel die über Telefon durchgegebenen Zwischenzeiten mitverfolgen. Nach 20 km, ungefähr bei Pommerndorf, lag Franz Häckel mit einer Durchgangszeit von 1 Stunde, 53 Minuten an der Spitze. Ihm folgten Ettrich mit 1 h, 55 min und der spätere Sieger Franz Donth mit 1 h, 56 Minuten. Der Streckenverlauf wurde als sehr schwierig und herausfordernd beschrieben, weshalb einige Läufer auf ein Antreten verzichteten und andere nach dem offiziellen Schluss des Wettbewerbes noch nicht im Ziel angekommen waren.
Am erfolgreichsten waren die tschechoslowakischen Athleten und davon besonders die Skisportler des HDW. Von den gestarteten Sportlern wurden 54 gewertet, davon nur neun aus dem internationalen Starterfeld. Unter den besten 20 Langläufern lag mit dem Italiener Enrico Colli auf dem achten Platz nur ein Ausländer. Die ersten vier Ränge belegten Aktive des Hauptverbandes Deutscher Wintersportvereine, die nächsten drei Plätze gingen an Sportler des Tschechoslowakischen Verbandes.
Der Sieger Franz Donth, ein Holzfäller aus Rochlitz an der Iser gewann seine erste von zwei Medaillen bei dieser Veranstaltung und seine erste von vier Medaillen bei Nordischen Skiweltmeisterschaften. Für Franz Häckel, ebenfalls ein Riesengebirgler und Albert Ettrich, der eine Woche zuvor den Langlaufwettbewerb über 17 km bei den Skimeisterschaften von Deutschland und Österreich in Kitzbühel gewinnen konnte, waren es die einzigen Medaillen bei Nordischen Skiweltmeisterschaften.
Von den ausländischen Nationen zeigten sich die Italiener mit den Rängen 8 für Colli und 21 für Ghedina am erfolgreichsten. Der Erfolg Enrico Collis ist umso bemerkenswerter, als er sich bei einem Sturz einen Daumenbruch zuzog und ohne weitere Versorgung noch auf einen der vorderen Ränge lief. Die Polen brachten mit Bujak, Wilczyński und Krzeptowski II ihre besten Läufer in den Top 30 unter. Der einzige deutsche Vertreter, von Ekkeherdt benötigte für die schwierige Strecke zwei Stunden länger als der Sieger und kam auf den 45. Rang.

## Skispringen
Detaillierte Ergebnisse

### Großschanze
| Platz | Sportler        | Land                    | Weite 1 | Weite 2 | Weite 3 | Note   |
| ----- | --------------- | ----------------------- | ------- | ------- | ------- | ------ |
| 1     | Wilhelm Dick    | Tschechoslowakei HDW    | 44,0 m  | 44,0 m  | 45,0 m  | 18,985 |
| 2     | Henry Ljungmann | Norwegen                | 44,0 m  | 43,0 m  | 47,0 m  | 18,442 |
| 3     | Franz Wende     | Tschechoslowakei HDW    | 40,0 m  | 43,0 m  | 40,0 m  | 18,111 |
| 4     | Otto Schrimpel  | Tschechoslowakei HDW    | 42,0 m  | 39,0 m  | 39,0 m  | 17,083 |
| 5     | Adolf Berger    | Tschechoslowakei HDW    | 40,0 m  | 39,0 m  | 40,0 m  | 17,055 |
| 6     | Stefan Lauener  | Schweiz                 | 42,0 m  | 38,0 m  | 39,0 m  | 17,027 |
| 7     | Max Kröckel     | Deutsches Reich         | 37,0 m  | 38,0 m  | 40,0 m  | 16,944 |
| 8     | Josef Bím       | Tschechoslowakei SL RČS | 37,0 m  | 37,0 m  | 39,0 m  | 16,500 |
| 9     | Rudolf Burkert  | Tschechoslowakei HDW    | ?       | ?       | ?       | 16,222 |
| 10    | Ernst Lauer     | Tschechoslowakei HDW    | ?       | ?       | ?       | 16,192 |

Datum: Sonntag, 15. Februar 1925

Sprunganlage: Rübezahl-Schanze

Die K-40-Schanze lag an dem Hang gegenüber der evangelischen Kirche. Sie war damals die größte Sprunganlage im Riesengebirge und war erst im Herbst des vorangegangenen Jahres umgebaut und modernisiert worden. Sie hatte einen 12 Meter hohen Anlaufturm mit einer Steigung von 36 Grad die unterhalb des Turmes in 19 Grad überging. Die Aufsprungbahn war 70 Meter lang und zeigte einen Steigungswinkel von 39,5 Grad, der Auslauf wies eine sanfte Steigung von 14 Grad auf, in dem sich daraus ergebenden Knick kamen vor allem bei schlechten Schneeverhältnissen viele Stürze zustande. Auch in diesem Wettbewerb kamen an dieser Stelle viele Springer zu Sturz.
Die Sprungschanze musste aufgrund des Tauwetters mit Schnee präpariert werden der von Soldaten der tschechoslowakischen Armee in höheren Regionen in Kisten geschaufelt und mittels Hornschlitten zur Sprunganlage nach Johannisbad gebracht wurde. Durch einsetzende Regenfälle war der Schnee jedoch nass geworden, so dass die Anlaufspur sehr langsam wurde und sich keine großen Sprungweiten ergeben konnten.
Teilnehmer: 115 genannt; 60 gestartet, 47 gewertet.

Der Sprunglauf, zu dem aufgrund der Wetterverhältnisse nur die 60 aussichtsreichsten Springer zugelassen wurden, war der meistbesuchte Wettbewerb der Weltmeisterschaften und wurde vor einer Kulisse von 12.000 Zuschauern ausgetragen. Im Zielraum war erneut die große weithin sichtbare Anzeigetafel der Firma Rott aus Prag aufgestellt, mittels derer die erzielten Weiten der Athleten dem Publikum unmittelbar angezeigt werden konnten.
Am Wettkampftag kam dann überraschend starkes Schneetreiben auf. Von den im Vorfeld erwarteten 60-Meter-Sprüngen, die vor allem dem Norweger Henry Ljungmann zugetraut wurden, konnte aber keine Rede sein. Ljungmann kam beim Einspringen auf die Tageshöchstweite von 49 Metern. Im Wettbewerb erreichte er die Höchstweite von 47 m, musste sich aber trotzdem überraschend dem Deutschböhmen Willi Dick, der es auf zweimal 44,0 sowie 45,0 Meter brachte, geschlagen geben. Den dritten Rang eroberte Franz Wende mit Sprüngen über zweimal 40,0 und 43,0 Meter. Die hervorragende Form der Springer des deutschen Wintersportverbandes spiegelte sich auch im Endergebnis wider, in dem unter den besten Zehn nicht weniger als sechs Athleten des HDW zu finden waren. Eine Enttäuschung erlebte der Lokalmatador Adolf Berger, deutscher Meister von 1921 und Inhaber eines Sportartikelgeschäftes in Johannisbad, der selbst an der Planung und am Neubau der Schanze mitgewirkt hatte und in den Trainingsläufen stets ein paar Meter über den Normpunkt gekommen war, sich im Wettbewerb aber mit dem fünften Rang zufriedengeben musste.
Vinzenz Buchberger aus Spindelmühle, der zu den Mitfavoriten gezählt hatte und einen schönen ersten Sprung über 43 Meter zeigte, verletzte sich und musste aufgrund der erlittenen Sehnenzerrung aufgeben. Dieselbe Verletzung zogen sich auch der aktuelle deutschen Meister Kurt Endler und der Schweizer Eidenbenz zu.
Als bester Schweizer klassierte sich Stefan Lauener (Wengen) auf Rang sechs, auf Platz sieben folgte mit Max Kröckel (Neuhaus am Rennweg) der beste Vertreter des Deutschen Skiverbandes. Vom Österreichischen Skiverband kam der Salzburger Heinz Hinterauer auf den zwölften Platz.

## Nordische Kombination
Detaillierte Ergebnisse

### Einzel (Großschanze/18 km)
| Platz | Sportler            | Land                    | Punkte |
| ----- | ------------------- | ----------------------- | ------ |
| 1     | Otakar Německý      | Tschechoslowakei SL RČS | 35,816 |
| 2     | Josef Adolf         | Tschechoslowakei HDW    | 32,874 |
| 3     | Xaver Affentranger  | Schweiz                 | 30,096 |
| 4     | Franz Wende         | Tschechoslowakei HDW    | 31,236 |
| 5     | Josef Bím           | Tschechoslowakei SL RČS | 30,750 |
| 6     | Johan Blomseth      | Norwegen                | 30,347 |
| 7     | Peter Radacher sen. | Österreich ÖSV          | 29,972 |
| 8     | Bruno Braun         | Tschechoslowakei HDW    | 29,666 |
| 9     | Josef Bräth         | Tschechoslowakei HDW    | 29,560 |
| 10    | Walter Wagner       | Deutsches Reich         | 29,555 |

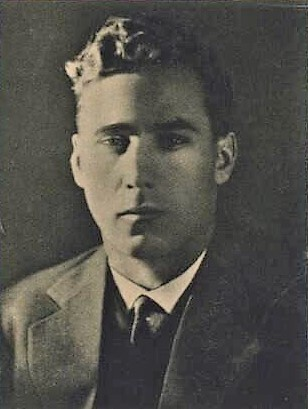
Otakar Německý – Weltmeister im 18-km-Langlauf und in der Nordischen Kombination

Datum: Samstag, 14. Februar (Skilanglauf 18 km) und Sonntag, 15. Februar (Sprunglauf K-40)
Teilnehmer: 33 gestartet; 32 gewertet.
Für die Kombinationswertung wurden die Ergebnisse des Skilanglaufes über 18 km und des Kombinationssprunglaufes zusammengefasst. Als Sieger ging aufgrund seines Vorsprungs aus dem Langlaufwettbewerb der Tscheche Otakar Německý hervor. Den zweiten Rang belegte der Riesengebirgler Josef Adolf der mit seinen vorzüglichen Sprüngen seinem Landsmann am nächsten kam.
Den dritten Rang belegte nach zeitgenössischen Berichten österreichischer, tschechoslowakischer und polnischer Zeitungen, der Deutschböhme Franz Wende. Der Internationale Skiverband führt als Drittplatzierten den Schweizer Xaver Affentranger, allerdings ohne Angabe der tatsächlich erreichten Punkte. In den zeitgenössischen Ergebnislisten findet sich der Schweizer mit 30.096 Punkten erst auf Rang sechs hinter Wende, Bím und Blomseth wieder. Eine später erfolgte Ergebniskorrektur scheint hier wahrscheinlich, kann derzeit aber nicht belegt werden.
Mit dem dritten Platz eroberte Affentranger die erste Medaille für den Schweizer Skiverband bei Nordischen Skiweltmeisterschaften. Für Österreich kam der Mühlbacher Peter Radacher auf den sehr guten siebten Gesamtrang. Als bester Vertreter des DSV kam Walter Wagner vom Skiklub in Neuhaus am Rennweg auf den 10. Platz.